# Undersea Kingdom
Regatul submarin (titlu original: Undersea Kingdom) este un film SF, serial Republic, american din 1936 regizat de B. Reeves Eason și Joseph Kane. În rolurile principale joacă actorii Ray "Crash" Corrigan, Lois Wilde.

## Prezentare
Intriga se învârte în jurul personajului principal "Crash" Corrigan în încercarea sa de a-l opri pe tiranicul și maleficul conducător al Atlantidei de a cuceri continentului pierdut și apoi toată lumea de la suprafață.
Locotenentul Crash Corrigan, în ultimul său an la  Academia Navală a Statelor Unite, este invitat de către Billy Norton pentru a-l vizita pe tatăl său, profesorul Norton, după un meci de wrestling. În casa acestora, profesorul le arată cum funcționează noua sa invenție care poate detecta și preveni (pe o rază scurtă de acțiune) cutremure, Diana Compton prezintă  teoria sa despre zona unde s-ar putea afla Atlantida.

## Capitole

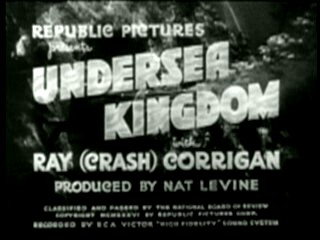
Undersea Kingdom (1936)

1. Beneath the Ocean Floor (30 min 51s)
2. Undersea City (19 min 13s)
3. Arena of Death (18 min 58s)
4. Revenge of the Volkites (18 min 7s)
5. Prisoners of Atlantis (17 min 33s)
6. The Juggernaut Strikes (16 min 40s)
7. The Submarine Trap (17 min 20s)
8. Into the Metal Tower (16 min 49s)
9. Death in the Air (16 min 48s)
10. Atlantis Destroyed (17 min 28s)
11. Flaming Death (19 min 23s)
12. Ascent to the Upperworld (16 min 54s)

Sursa:

## Distribuție
- Ray "Crash" Corrigan ca Crash Corrigan, atlet și locotenent de marină. Numele de scenă Crash Corrigan provine de la acest serial.[3]
- Lois Wilde ca Diana Compton, reporteră la Times care însoțește expediția spre Atlantida pentru a relata întreaga poveste
- Monte Blue ca Unga Khan,  tiran și lider Robelor Negre
- William Farnum ca Sharad, Marele Preot al Atlantidei și lider al Robelor Albe
- Boothe Howard ca Ditmar, un Unga Khan al Robelor Negre
- Raymond Hatton ca Gasspom, un Unga Khan al Robelor Negre
- C. Montague Shaw ca Professor Norton, un om de știință american de origine britanică care conduce expediția spre Atlantida cu submarinul său cu motor de rachetă
- Lee Van Atta ca Billy Norton, fiul profesorului Norton care se îmbarcă clandestin pe submarin
- Smiley Burnette ca Briny Deep, marinar pe submarinul profesorului și personaj comic
- Frankie Marvin ca Salty, marinar pe submarinul profesorului și personaj comic